# Clipeus

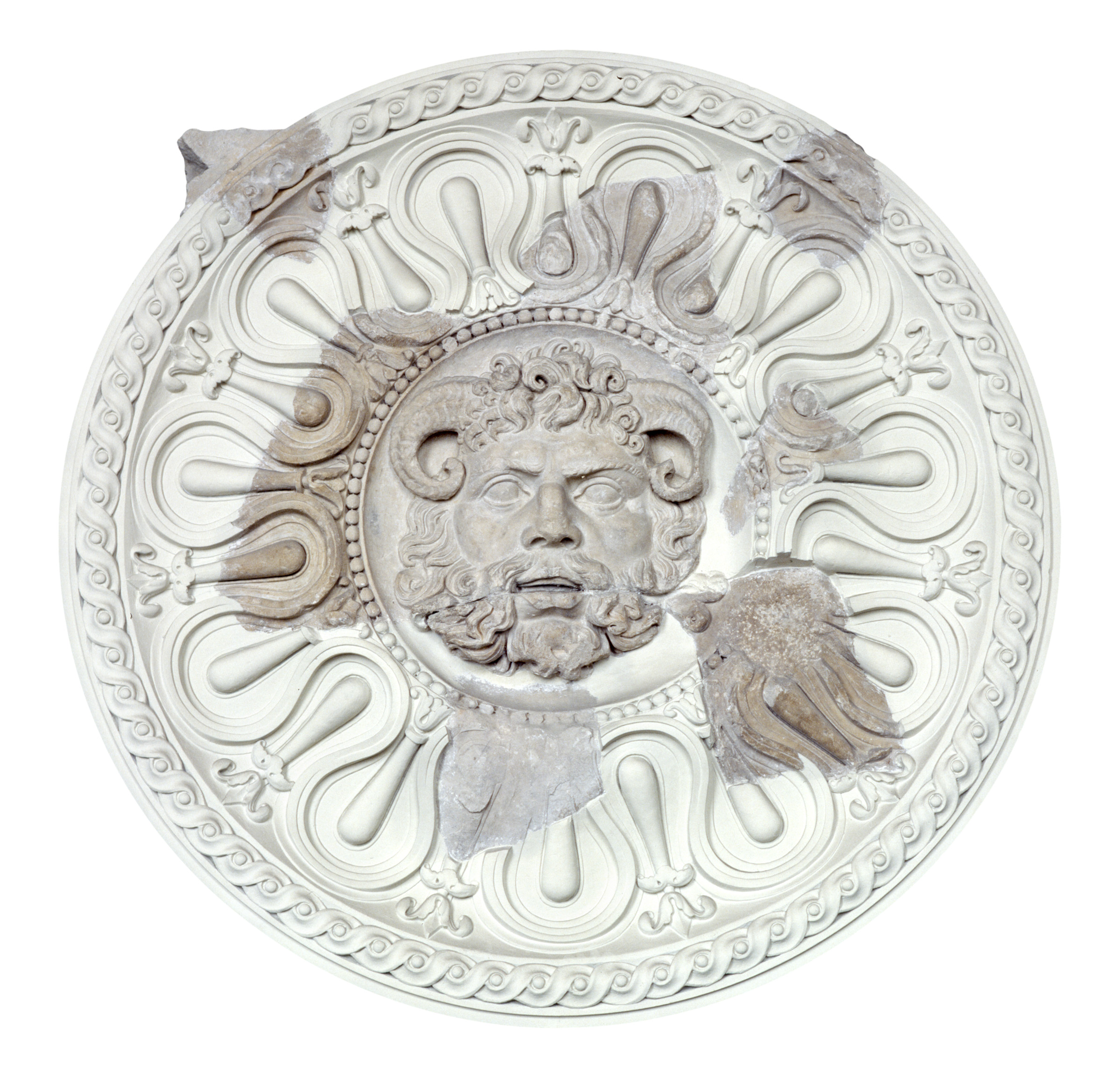
Clipeus

Clipeus (łac.) – okrągła tarcza rzymskiej piechoty najprawdopodobniej stosowana pod wpływem etruskim; podczas pierwszej wojny samnickiej została zastąpiona dużą tarczą czworoboczną.